# Lista de carnívoros por população
Esta é uma lista de carnívoros por população.
| Nome Popular                    | Nome Científico             | População               | Estado | Tendência    | Notas | Imagem |
| ------------------------------- | --------------------------- | ----------------------- | ------ | ------------ | ----- | ------ |
| Lince-ibérico                   | Lynx pardinus               | 84 - 143                | CR     | [ 1 ]        |       |        |
| Lobo-vermelho                   | Canis rufus                 | 150                     | CR     | [ 2 ]        |       |        |
| Malabar grande manchado algália | Viverra civettina           | 250                     | CR     | Desconhecido |       |        |
| Raposa-de-Darwin                | Pseudalopex fulvipes        | 250                     | CR     | [ 4 ]        |       |        |
|                                 | Procyon pygmaeus            | 323 - 955               | CR     | [ 5 ]        |       |        |
| Foca-monge-do-mediterrâneo      | Monachus monachus           | 350 - 450               | CR     | [ 6 ]        |       |        |
| Lobo-etíope                     | Canis simensis              | 360 - 440               | EN     | [ 7 ]        |       |        |
| Foca-monge-do-havaí             | Monachus schauinslandi      | 935                     | CR     | [ 8 ]        |       |        |
| Chugungo                        | Lontra felina               | 1000                    | EN     | [ 9 ]        |       |        |
| Ariranha                        | Pteronura brasiliensis      | 1000 - 5000             | EN     | [ 10 ]       |       |        |
| Furão-do-pé-preto               | Mustela nigripes            | 1300                    | EN     | [ 11 ]       |       |        |
| Raposa-das-ilhas                | Urocyon littoralis          | 1500                    | CR     | [ 12 ]       |       |        |
| Panda-gigante                   | Ailuropoda melanoleuca      | 2500                    | EN     | [ 13 ]       |       |        |
|                                 | Pardofelis badia            | 2500                    | EN     | [ 14 ]       |       |        |
| Cão-selvagem-asiático           | Cuon alpinus                | 2500                    | EN     | [ 15 ]       |       |        |
| Fossa                           | Cryptoprocta ferox          | 2500                    | VU     | [ 16 ]       |       |        |
| Gato-andino                     | Leopardus jacobita          | 2500                    | EN     | [ 17 ]       |       |        |
|                                 | Galidictis grandidieri      | 2650 - 3540             | EN     | [ 18 ]       |       |        |
| Tigre                           | Panthera tigris             | 4000                    | EN     | [ 19 ]       |       |        |
| Leopardo-das-neves              | Panthera uncia              | 4080 - 6590             | EN     | [ 20 ]       |       |        |
| Hiena-castanha                  | Hyaena brunnea              | 5000 - 8000             | NT     | [ 21 ]       |       |        |
| Hiena-riscada                   | Hyaena hyaena               | 5000 - 14 000           | NT     | [ 22 ]       |       |        |
| Mabeco                          | Lycaon pictus               | 6600                    | EN     | [ 23 ]       |       |        |
| Guepardo                        | Acinonyx jubatus            | 7500                    | VU     | [ 24 ]       |       |        |
| Lince-euroasiático              | Lynx lynx                   | 8000                    | LC     | [ 25 ]       |       |        |
| Pantera-nebulosa-de-bornéu      | Neofelis diardi             | 10 000                  | VU     | [ 26 ]       |       |        |
| Gato-marmorado                  | Pardofelis marmorata        | 10 000                  | VU     | [ 27 ]       |       |        |
| Gato-leopardo-indiano           | Prionailurus rubiginosus    | 10 000                  | VU     | [ 28 ]       |       |        |
| Leopardo-nebuloso               | Neofelis nebulosa           | 10 000                  | VU     | [ 29 ]       |       |        |
| Panda-vermelho                  | Ailurus fulgens             | 10 000                  | VU     | [ 30 ]       |       |        |
| Gato-dourado-africano           | Caracal aurata              | 10 000                  | NT     | [ 31 ]       |       |        |
| Gato chileno                    | Leopardus guigna            | 10 000                  | VU     | [ 32 ]       |       |        |
| Lobo-marinho-de-galápagos       | Arctocephalus galapagoensis | 10 000 - 15 000         | EN     | [ 33 ]       |       |        |
| Leão-marinho-da-nova-zelândia   | Phocarctos hookeri          | 11 855                  | VU     | [ 34 ]       |       |        |
| Lobo-marinho-de-juan-fernandez  | Arctocephalus philippii     | 12 000                  | NT     | [ 35 ]       |       |        |
| Leão-marinho-australiano        | Neophoca cinerea            | 13 790                  | EN     | [ 36 ]       |       |        |
| Raposa do deserto Peruana       | Lycalopex sechurae          | 15 000                  | NT     | Desconhecido |       |        |
| Lobo-marinho-de-guadalupe       | Arctocephalus townsendi     | 15 000 - 17 000         | NT     | [ 38 ]       |       |        |
| Urso-beiçudo                    | Melursus ursinus            | 20 000                  | VU     | [ 39 ]       |       |        |
| Urso-polar                      | Ursus maritimus             | 20 000 - 25 000         | VU     | [ 40 ]       |       |        |
|                                 | Zalophus wollebaeki         | 20 000 - 40 000         | EN     | [ 41 ]       |       |        |
| Lobo-guará                      | Chrysocyon brachyurus       | 23 600                  | NT     | Desconhecido |       |        |
| Hiena-malhada                   | Crocuta crocuta             | 27 000 - 47 000         | LC     | [ 43 ]       |       |        |
| Leão                            | Panthera leo                | 29 400 - 47 400         | VU     | [ 44 ]       |       |        |
| Nerpa                           | Pusa sibirica               | 80 000 - 100 000        | LC     | [ 45 ]       |       |        |
| Lontra-marinha                  | Enhydra lutris              | 106 822                 | EN     | [ 46 ]       |       |        |
| Cachorro-vinagre                | Speothos venaticus          | 110 000                 | NT     | [ 47 ]       |       |        |
| Foca-do-mar-cáspio              | Pusa caspica                | 111 000                 | EN     | [ 48 ]       |       |        |
| Foca-de-ross                    | Ommatophoca rossii          | 130 000                 | LC     | Desconhecido |       |        |
| Leão-marinho-de-steller         | Eumetopias jubatus          | 143 000                 | NT     | [ 50 ]       |       |        |
| Elefante-marinho-boreal         | Mirounga angustirostris     | 171 000                 | LC     | [ 51 ]       |       |        |
| Lobo-marinho-da-nova-zelândia   | Arctocephalus forsteri      | 200 000                 | LC     | [ 52 ]       |       |        |
| Urso-pardo                      | Ursus arctos                | 200 000                 | LC     | [ 53 ]       |       |        |
| Leão-marinho                    | Otaria flavescens           | 250 000                 | LC     | [ 54 ]       |       |        |
| Lobo-marinho-sul-americano      | Arctocephalus australis     | 250 000 - 300 000       | LC     | [ 55 ]       |       |        |
| Foca-leopardo                   | Hydrurga leptonyx           | 300 000                 | LC     | Desconhecido |       |        |
| Lobo-marinho-do-peito-branco    | Arctocephalus tropicalis    | 310 000                 | LC     | [ 57 ]       |       |        |
| Foca-comum                      | Phoca vitulina              | 350 000 - 500 000       | LC     | [ 58 ]       |       |        |
| Leão-marinho-da-califórnia      | Zalophus californianus      | 355 000                 | LC     | [ 59 ]       |       |        |
| Foca-cinzenta                   | Halichoerus grypus          | 400 000                 | LC     | [ 60 ]       |       |        |
| Foca-de-weddell                 | Leptonychotes weddellii     | 500 000                 | LC     | Desconhecido |       |        |
| Elefante-marinho-do-sul         | Mirounga leonina            | 500 000                 | LC     | Desconhecido |       |        |
| Foca-de-crista                  | Cystophora cristata         | 662 000                 | VU     | [ 63 ]       |       |        |
| Urso-negro                      | Ursus americanus            | 850 000- 950 000        | LC     | [ 64 ]       |       |        |
|                                 | Callorhinus ursinus         | 1 100 000               | VU     | [ 65 ]       |       |        |
| Lobo-marinho-australiano        | Arctocephalus pusillus      | 2 092 000               | LC     | [ 66 ]       |       |        |
| Foca-da-groenlândia             | Pagophilus groenlandicus    | 8 000 000               | LC     | [ 67 ]       |       |        |
| Foca-caranguejeira              | Lobodon carcinophaga        | 11 000 000 - 12 000 000 | LC     | Desconhecido |       |        |
| Cão                             | C. lupus familiaris         | 400 000 000             | N/A    | [ 69 ]       |       |        |